# Bismarckarchipel
De Bismarckarchipel is een groep eilanden ten noordoosten van en behorend tot Papoea-Nieuw-Guinea. Tussen 1884 en 1914 maakten deze eilanden deel uit van Duits-Nieuw-Guinea. Zij danken hun naam aan de Duitse kanselier Otto von Bismarck.
De belangrijkste eilanden en eilandgroepen in de archipel zijn:
- Nieuw-Brittannië
- Nieuw-Ierland
- Duke of York eilanden
- Lavongai
- de Sint-Matthias-eilanden
- de Admiraliteitseilanden (met Manus als belangrijkste eiland)
- de Ninigo-eilanden

1885-1919: Bismarckarchipel · Keizer Wilhelmsland · Marshalleilanden · 
1885-1899: Bougainville · Buka · 
1899-1919: Carolinen · Marianen · Nauru · Palau